# تشارلز بريثويت
تشارلز بريثويت هو سياسي كندي، ولد في 1850، وتوفي في 9 يونيو 1910. نشط حزبياً في Patrons of Industry ‏.